# Telangana
Telangana er en delstat i det sydlige Indien. Delstatens hovedstaden er Hyderabad. Telangana er Indiens elvte største og tolvte mest folkerige delstat med et areal på 114 840 km² og et indbyggertal på 35 286 757 (folketællingen 2011).

## Geografi
Telangana ligger i indlandet på Deccanplateauet i det sydlige Indien. Arealet er på 114.800 km². Delstaten grænser i øst og sydøst til Andhra Pradesh, i vest og nordvest til Maharashtra, i vest til Karnataka, i nordøst til Chhattisgarh og i øst til Odisha.
Godavari og Krishna er de vigtigste floder.

## Befolkning
Telangana har et folkeltal på omkring 35 millioner.
Folketællingen i 2011 viste at 9,3 % af befolkningen tilhører minoritetgrupper, scheduled tribes, mens 15,4 % tilhører underpriviligeret kaster.

### Sprog
Befolkningen i Telangana taler i hovedsageligt telugu (77 %), mens der i hovedstaden Hyderabad også tales urdu (39 % av befolkningen). I nogen områder tales også marathi og kannada.

### Religion
Hinduisme er den dominerende religion. 86 % af befolkningen i regionen er hinduer, mens hovedstaden Hyderabad har 55,4 % hinduer og 41,2 % muslimer (2001).